# Nazionale maschile di pallamano della Norvegia
La nazionale di pallamano maschile della Norvegia è la rappresentativa pallamanistica maschile della Norvegia ed è posta sotto l'egida della Federazione norvegese di pallamano (Norges Håndballforbund) e rappresenta la Norvegia nelle varie competizioni ufficiali o amichevoli riservate a squadre nazionali.
La tradizione pallamanistica norvegese non è delle più sviluppate, tuttavia la nazionale è spesso presente nelle principali manifestazioni come i campionati mondiali o europei. Vanta una partecipazione olimpica.

## Competizioni principali
- 1936: non qualificata
- 1972: 9º posto
- 1976: non qualificata
- 1980: non qualificata
- 1984: non qualificata
- 1988: non qualificata
- 1992: non qualificata
- 1996: non qualificata
- 2000: non qualificata
- 2004: non qualificata
- 2008: non qualificata
- 2012: non qualificata
- 2016: non qualificata
- 2020: 7º posto
- 2024: 6º posto

- 1938: non qualificata
- 1954: non qualificata
- 1958: 6º posto
- 1961: 7º posto
- 1964: 11º posto
- 1967: 13º posto
- 1970: 13º posto
- 1974: non qualificata
- 1978: non qualificata
- 1982: non qualificata
- 1986: non qualificata
- 1990: non qualificata
- 1993: 13º posto
- 1995: non qualificata
- 1997: 12º posto
- 1999: 13º posto
- 2001: 14º posto
- 2003: non qualificata
- 2005: 7º posto
- 2007: 13º posto
- 2009: 9º posto
- 2011: 9º posto
- 2013: non qualificata
- 2015: non qualificata
- 2017:  2º posto
- 2019:  2º posto
- 2021: 6º posto
- 2023: 6º posto
- 2025: 10º posto

- 1994: non qualificata
- 1996: non qualificata
- 1998: non qualificata
- 2000: 8º posto
- 2002: non qualificata
- 2004: non qualificata
- 2006: 11º posto
- 2008: 6º posto
- 2010: 7º posto
- 2012: 13º posto
- 2014: 14º posto
- 2016: 4º posto
- 2018: 7º posto
- 2020:  3º posto
- 2022: 5º posto
- 2024: 9º posto